# Gilbert Böckmann

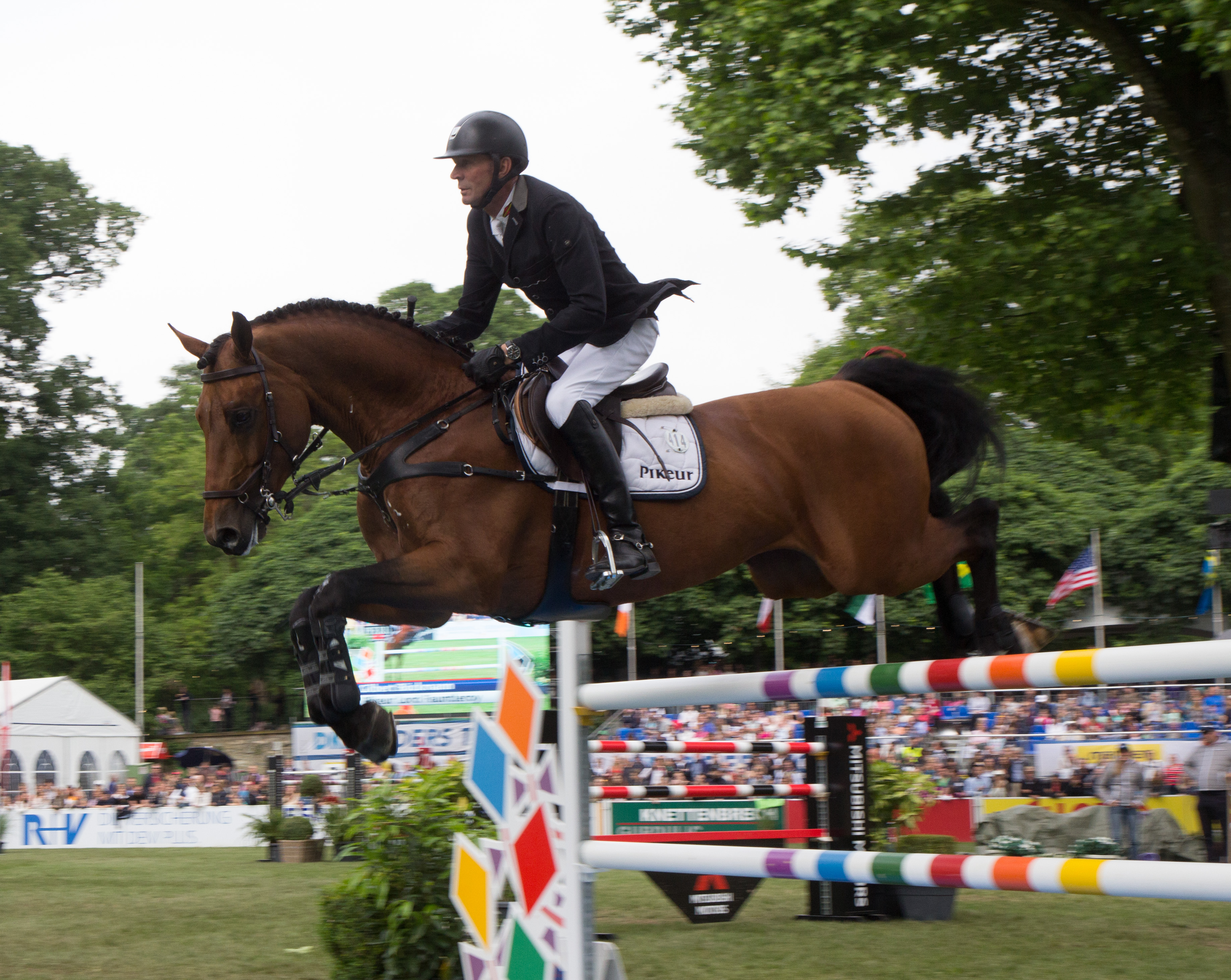
Gilbert Böckmann auf Pikeur Lord Fauntleroy, 2018

Gilbert Böckmann (* 8. Februar 1960) ist ein deutscher Springreiter und gelernter Pferdewirtschaftsmeister.
Gilbert Böckmann war Deutscher Mannschaftsmeister im Springreiten. Er ist einer von vier Söhnen des Böckmann-Fahrzeugwerke-Gründers Anton Böckmann und leitet den Ausbildungs- und Turnierstall der Familie in Lastrup. Daneben ist er als Nationaltrainer der australischen Springreiter tätig.

## Erfolge
- 1988: 6. Platz bei den Deutschen Meisterschaften in Verden mit Lamour
- 1992: 1. Platz im Nationenpreis des CSIO Plovdiv mit Ganymed
- 1993: 3. Platz im Nationenpreis des CSIO Drammen mit Ganymed
- 1994: 2. Platz im Nationenpreis des CSIO San Marino mit Cordalmé, 1. Platz im Nationenpreis des CSIO Falsterbo mit Cordalmé, 2. Platz im Großen Preis des Hallenturnier von Aachen mit Cordalmé
- 1995: 1. Platz im Großen Preis von Cottbus mit Cordalmé, 3. Platz im Großen Preis von Frankfurt mit Cordalmé, 3. Platz im Großen Preis des CSI Leipzig mit Cordalmé
- 1996: 3. Platz im Großen Preis und im Nationenpreis des CSIO La Baule mit Cordalmé
- 1997: 1. Platz im Großen Preis des CSIO von Mechelen mit Rolanda, 3. Platz im Großen Preis von Oldenburg mit Life, 2. Platz im Großen Preis des CSI-A Caen mit Rolanda, 3. Platz im Nationenpreis des CSIO Linz mit Rolanda
- 1998: 2. Platz im Großen Preis von Emsbüren mit Quattro
- 1999: 2. Platz im Großen Preis des Turniers der Sieger in Münster mit Life, 3. Platz im Nationenpreis und im Großen Preis beim CSIO von Bratislava mit HGF Fine Kiss, 2. Platz im Großen Preis von Nörten-Hardenberg mit Life
- 2000: 2. Platz im Großen Preis von Grenoble (CSI-A) mit HGF Fine Kiss – außerdem mit der deutschen Mannschaft 3. Platz im Nationenpreis von Dublin mit Life und 1. Platz im Nationenpreis von Buenos Aires-Haras el Capricho mit Rolanda
- 2001: 2. Platz im Großen Preis des CSI Neustadt/Dosse mit Bella Donna
- 2005: 1. und 2. Platz im Großen Preis von Groß Viegeln (Christmas Jump Rostock) mit HGF Can fly und Olivia
- 2006: 1. Platz im Großen Preis von Rulle mit Can Fly
- 2007: 4. Platz im Großen Preis von Wiesbaden (Riders-Tour-Wertungsprüfung, CSI 4*) mit Olivia, 3. Platz im Großen Preis von Hannover (Riders Tour-Wertungsprüfung, CSI 4*) mit Can Fly, 3. Platz im Großen Preis von Kiel mit Can Fly – außerdem 2. Platz mit der deutschen Mannschaft im Nationenpreis von Lummen (CSIO 5*) mit Olivia
- 2009: 4. Platz im Großen Preis von Wiesbaden (Riders Tour-Wertungsprüfung, CSI 4*) mit No Father’s Girl, 1. Platz im Großen Preis von Münster (Riders Tour-Wertungsprüfung, CSI 4*) mit No Father’s Girl, 2. Platz in der Weltcup-Wertungsprüfung in Verona (CSI 5*-W) mit No Father’s Girl, 4. Platz im Großen Preis von Dresden (CSI 3*) mit Common Sense – außerdem 2. Platz mit der deutschen Mannschaft im Nationenpreis von Gijón (CSIO 5*) mit No Father’s Girl, 3. Platz in der Riders Tour-Gesamtwertung
- 2010: 2. Platz in der Euroclassics-Gesamtwertung Bremen und 2. Platz im Großen Preis von Bremen mit No Father’s Girl (CSI 4*)
- 2014: 1. Platz im Großen Preis von Damme (CSI 1*) mit Beezie
- 2016: 3. Platz im Großen Preis des CSI 1* in Lastrup-Klein Roscharden mit Lord Fauntleroy
- 2017: 3. Platz im Großen Preis des CSI 2* in Lastrup-Klein Roscharden mit Lord Fauntleroy
- 2018: 1. Platz im Nationenpreis des CSIO 3* Uggerhalne mit Lord Fauntleroy

## Pferde
- Pikeur Lord Fauntleroy (* 2009), brauner Hannoveraner Hengst, Vater: Lord Pezi, Muttervater: Contendro I[5]

### Ehemalige Turnierpferde von Gilbert Böckmann
- No Father’s Girl (* 2000), dunkelbraune Oldenburger Stute, Vater ist unbekannt, Muttervater: Zeus; zuletzt 2010 im internationalen Sport eingesetzt[6]
- Common Sense (* 1998), brauner Holsteiner Wallach, Vater: Candillo, Muttervater: Lord, bis 2008 von Michail Safronow (Михаил Сафронов) geritten, ab 2011 von Christoph Brüse geritten, ab 2013 von Olesja Tereschtschenko (Олеся Терещенко) geritten[7][8]
- HGF Can Fly (* 1997), dunkelbrauner Oldenburger Wallach, Vater: Cordalmé, Muttervater: Grannus[9]
- Böckmanns Olivia (* 1997), braune KWPN-Stute, Vater: Kennedy, Muttervater: Ramiro, ab 2009 von Pia-Luise Aufrecht geritten[10][11]
- Böckmanns Cordalmé (* 1986; † 2010), Hannoveraner Hengst, erlangte in der Zucht als Cordalmé Z Bedeutung, Vater: Cor de la Bryère, Muttervater: Alme Z, im August 2010 an einer Kolik gestorben[12][13]